# Factor
Factor, ett programspråk utvecklat av Slava Pestov. Den är inspirerad av Joy, Forth och Lisp. Det som utmärker Factor är att den använder omvänd polsk notation och programmen körs i en så kallad image. 